# Sociologie módy
Sociologie módy je sociologická disciplína, která zkoumá sociální změny ve všech oblastech lidského činění, ne pouze odívání. Tuto disciplínu ovlivnil především Georg Simmel. Dále se sociologií módy zabývali Thorstein B. Veblen, B. Barber a v českém prostředí I. A. Bláha.
Jsou tři způsoby, jak můžeme chápat módu:
1. jako formu kolektivního chování
2. jako kulturní element, významný faktor a zprostředkovatel kulturní změny
3. jako sociální fenomén

## Dějiny sociologie módy
Samo slovo móda je dokladem o souvislosti mezi společenským vývojem a módou.
Kritériem módního projevu je relativní sociální závaznost ale není nutivost. Není možné z oboru módy vyloučit úkazy, při kterých neběží o výslovný společenský tlak. Stačí hromadná záliba pro módní předmět v určitém společenském prostředí. Některá móda se omezuje jenom na bohaté, mládež, studenty, námořníky, vojáky, automobilisty nebo na milovníky divadla, filmu nebo tance. Mnohost, často dokonce všeobecnost určité módní formy je však nesporně důležitým znakem módy. Podobně nelze za kritérium módního projevu požadovat periodicitu. Není totiž podmínkou pravidelná změna, ale změna občasná.
Závažné místo v oblasti módy má prvek iracionální, tj. nerozumový, mimorozumový, nerozumný. Také z něho plyne velká měnivost módy, která je jejím nejpodstatnějším a vlastním znakem. Iracionální element provází módu zvláštním způsobem od jejího vzniku až k úplnému odeznění. Již v činnosti módního návrháře, která je blízká práci výtvarného umělce, je nutně obsažena citová složka. Také při šíření a zániku určité módní formy je pocit důležitým faktorem, protože napodobování a zamítání módních předloh nemá jen charakter racionálních a technických úvah, ale také ráz estetických vjemů a masového působení. Typická módní vina se jeví jako rychlá změna, vytvoření relativně krátce trvajícího estetického ideálu, jako masová sugesce překračující sociální hranice. Nerozumový prvek provází každý módní projev a zároveň pomáhá lišit procesy módní od jiných. Závažnost iracionálnosti v módním procesu potvrzuje také ta skutečnost, že racionálnost oblékání působnost módy omezuje. Rozumové prvky se časem fixují a vytvářejí zvykovou kostru oděvu, nepodléhající módním změnám v tom smyslu, že by některá móda takovou zvykovou část oděvu zavrhla jako celek.
Procesy demokratizace společnosti a industrializace měly určitý dopad na transformace mody a její vnímaní. To se projevilo tím, že móda se začíná ovlivňovat už na konci 18. století stále větší množství obyvatelstva. Společensko-ekonomická formace, historicky daný řád a jemu odpovídající kulturní nadstavba utvářejí rozhodujícím způsobem módní proces.

## Móda jako sociologický fenomén
Móda je významným sociologickým tématem a společenským fenoménem. Jako sociologické téma, móda leží na křižovatce několika základních disciplínách, včetně kolektivní a osobní identity, dynamiky, produkce a spotřeby (nabídky a poptávky), a sociální rozdílu a mechanismus napodobování.
Většina sociologů se domnívá, že móda jako sociologicky fenomén vznikl v období vzniku kapitalismu, když vydávání oblečení bylo zjednodušeno v důsledku manufakturní produkce (stejně jako luxusní zboží), a proto lidí nižších vrstev už také měli možnost napodobovat představitele z nejvyšších vrstev společnosti. V literatuře existují různé názory, týkající se sociálních vlastností módy. Základní charakteristické rysy jsou:
- cykličnost (periodická přitažlivost k minulosti, tradicím);

- iracionalita (Móda apeluje na emoce, nikoliv na logiku člověka);

- imitace (móda jako proces napodobování elity);

- demonstrace (demonstrace příslušnosti k vyšším vrstvám společnosti);

- dynamika (rychlá změna módních nebo módních prvků jako jev);

- vzájemné propojení trendu směrem k sociálnímu vyrovnání a trendu k individuálnímu rozdílu
- univerzálnost (oblast působnosti módní skutečně neomezená)

- normativita (móda je úzce spjata se společenskou normou)

- systém znaků (móda je interpretována jako soubor znaků, které prokazují postavení člověka ve společnosti)

- masovost (móda se šíří mezi různými třídami, sociální vrstvy, profesionální skupiny, demografické kategorie atd.)

Zahraničními vědci vystupují 4 základní přístupy k definici fenoménu módy: 1) teorie nápodoby(G. Simmel, G. Tarde); 2) Teorie demonstrativního chování (T. Veblen, W. Sombart) 3) Koncepce vysvětlení mody na příkladu kolektivní chování (H. Blumer) 4) Sémiotika mody (R. Barthes, J. Baudrillard).
Bauman říká, že fenomén módy zamezuje tomu, abychom nepřestali kupovat nové věci. Móda se s postupem času mění a lidé nahrazují věci, které vyšly z módy, novými. A v momentě, kdy se k tomuto kroku rozhodne většina spotřebitelů, začne původně módní věc vycházet z módy. Lidé se tedy přizpůsobují měnící se nabídce trhu. Díky tomu nikdy nepřestane tento cyklus výroby a spotřeby. 

## Role módy v (post)moderní společnosti
V minulosti byla móda především ukazatelem sociálního statusu a nebylo obtížné člověka zařadit do určité sociální třídy na základě oblečení. Tomuto byla uzpůsobena i praktičnost oděvu, který plně zohledňoval a přizpůsoboval se životnímu stylu daného jedince. Také móda postupovala ve svém šíření v podstatě hierarchicky, od vyšších vrstev po ty nižší. Důležitým prvkem je zde i to, že oblečení se přizpůsobovalo člověku a zohledňovalo jeho potřeby, typickým příkladem je šití na míru.
V dnešní době se naopak setkáváme s tím, že móda upouští od svého praktického užití a zastává pouze estetickou funkci, která už není podmíněna společenskými konvencemi a často se šíří opačně od „street fashion“ po „haute couture“, kdy se významní návrháři nechávají inspirovat tím, co nosí nižší vrstvy společnosti a na základě toho vytvářejí ve svých kolekcích opět nové trendy.
Vlivem sociálních sítí a tzv. „fast fashion“ se módní trendy mění rychleji než kdy dříve, což má dopad nejen na samotnou výrobu, kdy kvantita převažuje nad kvalitou a výsledný produkt musí splňovat požadavek po vizuální stránce, ale i na to, jak módu nyní přijímá společnost. Ve vyspělých zemích je oblečení dostatkovým zbožím, lidé si k němu nevytvářejí žádný specifický vztah, jak tomu bylo dříve. S nástupem konfekce, kdy šití na míru již není běžnou praxí, postrádá oblečení punc exkluzivity a vyvíjí na člověka tlak, aby se přizpůsobil určitému rámci, ovšem i zde má možnost projevit svou individualitu.
Sociolog George Simmel tento princip, který se v módě uplatňuje popisuje jako „spojení a odlišení“, člověk se za pomoci módy snaží přiblížit těm, co mají stejné nebo vyšší společenské postavení a sdílí podobné hodnoty, a naopak se vymezit a odlišit od těch, kteří mají společenské postavení nižší.
Móda tak v současnosti poskytuje mnohem větší variabilitu a tudíž už neslouží jako zásadní indikátor při určování sociálního statusu jedince a stává se výhradně projevem osobních preferencí člověka.
V této době není však „fast fashion“ jediným trendem. Některé obchodní řetězce s oblečením, obuví či doplňky poslední dobou začínají klást důraz na udržitelnou módu, která je ojedinělá tím, že na výrobu oblečení používá barvy, textil, materiál či design, který je šetrný k životnímu prostředí. Této výrobě se říká tzv. „slow fashion“. Původní význam vyzdvihuje hodnoty udržitelnosti a etického chování, a přesto se zdá, že média propagují udržitelnou módu pouze jako oděvy, které jsou jaksi „méně rychlé“, což je umocněno skutečností, že firmy vyrábějící udržitelnou módu obvykle vyrábějí kolekce jen dvakrát ročně pro jaro/léto a podzim/zimu. Jedná se zároveň o životní styl, který lidem ukazuje, i jinou alternativu nakupování. O udržitelnou módu se skutečně jedná, pokud má příslušný certifikát jako Fair Trade či Global Organic Textile Standard zkráceně GOTS.

## Třídní pojetí módy:
Hlavními představiteli třídního pojetí módy byli George Simmel, Pierre Bourdieu a Thorstein Veblen.

### George Simmel
George Simmel (1858 Berlín, Německo – 1918 Štrasburk, Francie) byl německý sociolog, který ovlivnil výrazným způsobem podobu moderní sociologie. Bývá řazený mezi představitele formální sociologie, která zkoumá obsah a formy společenských vztahů. Tvrdí, že móda vymezuje třídu a udává do jaké skupiny jednotlivec patří.

### Thorstein Bunde Veblen
Thorstein Bunde Veblen (1857 Wisconsin, USA –1929 Kalifornie, USA) byl americký sociolog, představitel „teorie zahálčivá třída“, kterou je myšlena třída vyšších lidí. Charakterizující pro tuto třídu je zahálka a spotřeba. Z toho vyplývá, že nižší třídy se podílejí na výrobním procesu, vyšší nikoli. Cílem módy je ukázat spotřebu statků středních a vyšších vrstev. Veblen poukazuje i na vzhled módního oděvu, který zdůrazňuje, že jeho majitel nepracuje a ani kvůli oděvu nemůže.  Je autorem slovního spojení conspicuous consumption – okázalá spotřeba.

### Pierre Félix Bourdieu
Pierre Félix Bourdieu [pjerr féliks burďjö] (1930 Denguin, Francie –2002 Paříž, Franice) byl francouzský sociolog vzdělání a kultury, kde rozlišoval sociální funkce tradičního ekonomického kapitálu a funkce sociálního a kulturního kapitálu, které definují tři základní sociální třídy. Tvrdí, že každá z těchto třída je vymezena odlišným životním stylem a rozdílným vkusem. Bourdieu definuje vládnoucí třídu, třídu maloburžoazie a třídu prostého lidu.